# ドミトリー・アレクセーエフ
ドミトリー・コンスタンティノヴィチ・アレクセーエフ（ロシア語: Дмитрий Константинович Алексеев, 1947年8月10日 - ）はロシア人ピアニスト。

## 経歴
1947年、モスクワ生まれ。モスクワ音楽院でディミトリー・バシュキーロフに師事した。1970年代にロンドン、ウィーン、シカゴ、ニューヨークにてデビューを果たし、1975年にリーズ国際ピアノ・コンクールで受賞。

## 演奏活動
ピアニストとしては幅広いレパートリーをもち、たとえばシューマンやブラームスらのドイツ音楽から、ラフマニノフやプロコフィエフらのお国ものまでがある。伴奏ピアニストとしてバーバラ・ヘンドリックスとも共演した。